# Горње Строгомиште
Горње Строгомиште (мкд. Горно Строгомиште) је насеље у Северној Македонији, у западном делу државе. Горње Строгомиште припада општини Кичево.

## Географија
Насеље Горње Строгомиште је смештено у западном делу Северне Македоније. Од најближег већег града, Кичева, насеље је удаљено 16 km северно.
Горње Строгомиште се налази у историјској области Кичевија, око града Кичева. Село се сместило у северном делу Кичевског поља, док се на западу издиже планина Бистра. Покрај села протиче Голема река. Надморска висина насеља је приближно 740 метара.
Клима у насељу је планинска због знатне надморске висине.

## Становништво
Горње Строгомиште је према последњем попису из 2002. године имало 1.123 становника.
Већинско становништво у насељу чине Албанци (97%).
Претежна вероисповест месног становништва је ислам.